# Georgette (couvert de table)

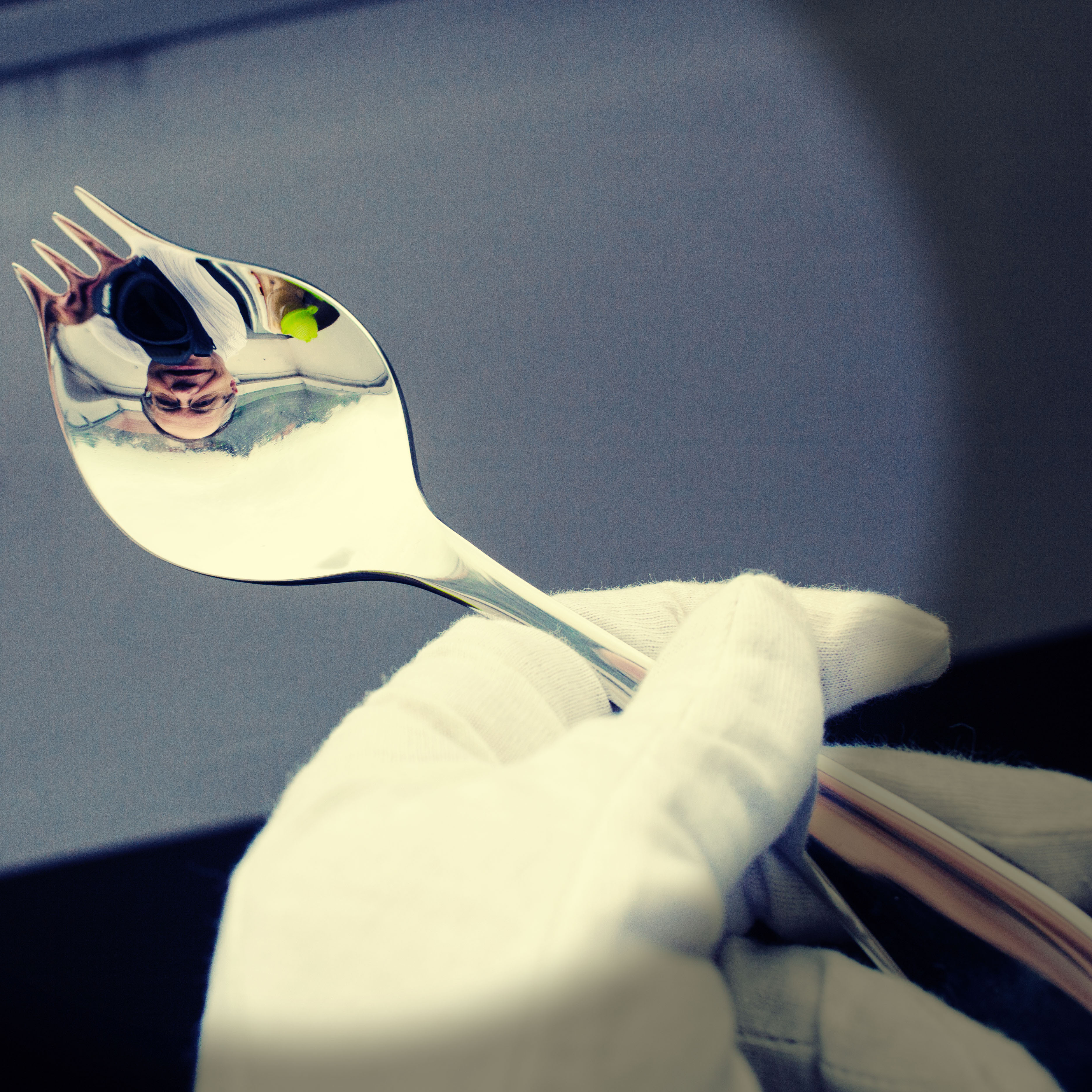
Une georgette.

La georgette est un couvert de table ou un ustensile de cuisine permettant d'attraper, de mélanger et de couper des aliments, sans les toucher directement avec les mains. Il s'agit d'un ustensile hybride entre une cuillère, une fourchette et un couteau.

## Description
La georgette,, généralement conçue en acier inoxydable, est constituée d'un manche, d'un cuilleron, aiguisé sur le haut de la tranche et prolongé par quatre extrémités pointues. Le manche permet de s'en saisir. Le cuilleron en partie aiguisé permet à la fois de tartiner, mélanger et couper certains aliments tendres comme le poisson. Les quatre extrémités pointues qui prolongent le cuilleron à la manière d'une fourchette, permettent de piquer et d'attraper la nourriture.

## Histoire
La georgette a été inventée à Saint-Lizier en Ariège par le naturaliste Jean-Louis Orengo à la suite d'une expédition dans le Nord canadien. L'instrument, populaire en Ariège, a été adopté par plusieurs chefs étoilés dont Alain Ducasse, Hélène Darroze ou Gilles Goujon. En 2016, la georgette fait son entrée dans les cuisines de l'Élysée après avoir été découverte par Guillaume Gomez, l'un des chefs cuisiniers de la présidence française, sur un salon professionnel.
À partir de l'année 2019, le lycée Victor-Hugo de Colomiers, en Haute-Garonne, devient le premier lycée en France à utiliser la georgette en lieu et place des fourchettes et cuillères.

## Distinction
En 2016, une quinzaine d'années après la création de la première georgette, un modèle intitulé « Georgette Demoiselle aventure » obtient une médaille d'or au concours Lépine international de Paris ainsi que le 2e prix de design de l'Agence pour la promotion de la création industrielle,.